# لاكشميباي راجوادي
كانت لاكشميباي راجوادي (1887 - 1984) طبيبة ونسوية هندية وناشطة في مجال تنظيم الأسرة. كذلك كانت من الناشطين الداعين إلى منح المرأة حق الاقتراع في الهند، وتولت رئاسة مؤتمر الهند العمومي للمرأة، فضلًا عن توليها منصب الأمانة العامة للمؤتمر. يرجع إليها الفضل في كتابة تقرير مؤثر عن الدور الذي لعبته النساء في الاقتصاد الهندي سنة 1938. كذلك مارست دورًا فعالًا في اعتماد عدد من الإجراءات التي عززت تنظيم الأسرة كجزء من أجندة حركة الاستقلال الهندية. مثلت راجوادي الهند في عدد من المحافل الدولية المنوطة بالأمم المتحدة، وساعدت على إرساء الأواصر التي ربطت بين المنظمات النسائية الهندية ونظيراتها الدولية.

## حياتها
ولدت لاكشميباي راجوادي باسم لاكشمي جوشي في عام 1887. كان والدها السير موروبانت جوشي محامٍ وناشط سياسي من المقاطعات الوسطى وبرار، وكانت والدتها تدعى السيدة ياشوداباي جوشي. درست لاكشميباي الطب في كلية غرانت الطبية في مدينة بومباي، واستطاعت استكمال تعليمها في إنجلترا تحت كفالة غوبال كريشنا غوخاله. تزوجت حاكم ولاية قاليور السابق اللواء س. ر. راجوادي، وحصلت على لقب «راني» (بمعنى ملكة) قاليور. كان راجوادي أرملًا؛ لذا قامت بتبني أطفاله الستة، والذين تألفوا من بنتين وأربعة صبية. توفيت راجوادي في عام 1984.

## عملها
مارست راجوادي الطب في بومباي طوال فترة حياتها المهنية.
كذلك كانت على انخراط وثيق في النضال من أجل الحقوق النسوية، وكانت عضوًا في المنظمات المدافعة عن حقوق المرأة، وهي من الداعين إلى منح المرأة حق التصويت في المجالس التشريعية في الهند الاستعمارية بصورة خاصة. أتيحت الفرصة لكل من راجوادي وساروجيني نايدو وآني بيزنت وس. نايك للاجتماع على انفراد بإدوين مونتاغو وفيكونت حاضرة تشيلمسفورد وهو نائب الملك في الهند في عام 1917، وجاء ذلك بعد تناقل الاثنين لمذكرة حول منح النساء حق الاقتراع كجزء من جملة الاقتراحات المطروحة في حزمة إصلاحات مونتاغو-تشيلمسفورد. وصف الرجلان غياب الحضور النسائي في المجالس التشريعية بـ«المؤسف» خلال الاجتماع، ودافعوا عن إشراكهن في العملية الانتخابية. أضحت في عام 1931 عضوًا في لجنة الصياغة في مؤتمر الهند العمومي للمرأة، والذي ترأسته ساروجيني نايدو. جمع المؤتمر تحت مظلته كلًا من هانسا ميهتا وتارابن بريمتشاند ومارغريت كوزنز وفائز طيبجي وهيلا رستمجي فاردونجي وشريفة حميد علي وماليني سوختانكار. قدم جميعهم تقريرًا إلى النسخة الثانية من مؤتمر الطاولة المستديرة. طالبوا في التقرير باعتماد الاقتراع العمومي، مبدين معارضتهم للتمييز الإيجابي لصالح المرأة في العملية الانتخابية.
كذلك مارست راجوادي دورًا فاعلًا في الجهود الرامية إلى توطيد أواصر وروابط التعاون مع المنظمات والحركات النسوية الناشطة خارج الهند -ولا سيما الآسيوية منها- خلال عام 1932. كانت راجوادي، إلى جانب مارغريت كوزنز، من أولى المؤسسين للمؤتمر الآسيوي العمومي للمرأة. وفي هذا السياق، كانت راجوادي من المناوئين الفاعلين للاستعمار؛ إذ دعت في الخطاب الذي ألقته أمام مؤتمر الهند العمومي للمرأة لسنة 1931 إلى توسيع منصة الدعم لتشمل حق جميع الدول في تقرير المصير.
انخرطت راجوادي في أعمال مؤتمر الهند العمومي للمرأة بصورة وثيقة. ألقت خطابًا بارزًا حول موضوع تنظيم الأسرة لأعضاء المؤتمر في عام 1931. اقترحت لأول مرة اعتماد قرار يرمي إلى استحداث «لجنة من الطبيبات اللواتي سيعملن على توصية ودراسة سبل ووسائل لتثقيف العامة حول تنظيم حجم أسرهم». لم ينجح هذا القرار، ولكن ظلت راجوادي مواظبة على تنظيم صف الداعمين لإشراك النساء في قضية تنظيم الأسرة خلال مؤتمر سنة 1932، حتى اعتُمد القرار في نهاية الأمر في عام 1933. شغلت راجوادي منصب الأمين الفخري لمؤتمر الهند العمومي للمرأة في عام 1935. كذلك وجهت دعوة إلى المدافعة عن تحديد النسل والمثقِّفة مارغريت سانغر لإلقاء محاضرة في المؤتمر، وذلك استنادًا على طلب مارغريت كوزنز. استطاعت كوزنز التحدث في المؤتمر، ودعت مؤتمر الهند العمومي للمرأة إلى أخذ دور أكثر فعالية في مجال تنظيم الأسرة، وذلك على الرغم من معارضتها لخطاب سانغر. شغلت راجوادي رئاسة مؤتمر الهند العمومي للمرأة خلال الفترة الممتدة من عام 1939 حتى عام 1940.